# NK Novigrad
NK Novigrad is een Kroatische voetbalclub uit Novigrad (Istrië).

## Geschiedenis
De club werd in 1947 opgericht en speelde lang in de Joegoslavische en later Kroatische lagere regionale reeksen. In 2012 werd in Novigrad een voetbalacademie opgezet bij NK Novigrad om het jeugdvoetbal te professionaliseren. Hierdoor ging een paar jaar later ook het eerste team beter presteren. In 2016 won de club de westelijke poule van de 3. HNL en promoveerde naar de 2. HNL. Hierin wist Novigrad zich in het seizoen 2016/17 te handhaven, maar in 2018 degradeerde de club. 